# ラ・コル＝シュル＝ルー
ラ・コル＝シュル＝ルー （La Colle-sur-Loup）は、フランス、プロヴァンス＝アルプ＝コート・ダジュール地域圏、アルプ＝マリティーム県のコミューン。

## 地理
海に近いと同時に、ニース（約18km）、アンティーブやカンヌ（約25km）、グラース（約18km）といった大都市に近く、ルー峡谷の入り口にあたる。コミューンはルー川の西側に隣接している。コミューンの住宅地は982ヘクタールの緑地やいまだ残る農地に分散しており、とても自然な風景を残している。

## 由来
集落の名が初めて現れたのは1362年、Collaとしてで（オック語ではcòla）、丘か山を意味する。公文書に記載されている文には川の名がLe Loupとある。コミューンの西側境界線は、動物との直接的なつながりがあった。遠い昔から1860年まで、谷の一部の場所では野生動物が生息し、オオカミ（loup）がはびこっていたのである。

## 歴史
中世、ラ・コル＝シュル＝ルーの住民は、サン＝ポール＝ド＝ヴァンスと統合されていた。サン＝ポールが拡大し、フランソワ1世時代に城壁が築かれると、多くの住宅が壊され住民はラ・コル集落へ移っていった。コミューンとなったのは1792年である。

## 人口統計
| 1962年 | 1968年 | 1975年 | 1982年 | 1990年 | 1999年 | 2006年 | 2010年 |
| ------ | ------ | ------ | ------ | ------ | ------ | ------ | ------ |
| 2096   | 2611   | 3700   | 4749   | 6025   | 6697   | 7434   | 7676   |

参照元:1999年までEHESS、2000年以降INSEE

## 経済
長い間、ラ・コルはグラースの香水産業用のバラ栽培が盛んな農業の自治体であった。また、その名を高めたアンティーク・ショップやアート・デザイナーが多くいる。

## ゆかりの人物
- イヴ・クライン - 画家。家族が暮らす家をラ＝コルにもち、死後にラ・コルに埋葬された。
- ダニエル・ペナック - ラ・コルに一時期家族と一緒に暮らしていた
- エミリー・フェール  - 2012年ロンドンオリンピックカヌー競技女子シングルスラロームの金メダリスト。1996年からラ・コルのスポーツクラブで練習している。
- ベルナール・コロン - 元F1のドライバー。ラ・コルで死去

## 姉妹都市
- ツーツェンハウゼン、ドイツ